# Resolució 1424 del Consell de Seguretat de les Nacions Unides
La Resolució 1424 del Consell de Seguretat de les Nacions Unides fou adoptada per unanimitat el 12 de juliol de 2002. Després de recordar anteriors resolucions sobre Croàcia incloses les resolucions 779 (1992), 981 (1995), 1147 (1997), 1183 (1998), 1222 (1999), 1252 (1999) i 1285 (1999), 1307 (2000), 1335 (2001), 1362 (2001) i 1387 (2002), el Consell va autoritzar la Missió d'Observadors de les Nacions Unides a Prevlaka (UNMOP) a continuar supervisant la desmilitarització a la zona de la península de Prevlaka sis mesos més fins al 15 d'octubre de 2002.
El Consell de Seguretat va acollir amb beneplàcit la situació tranquil·la i estable de la península de Prevlaka i es va animar en saber que tant Croàcia com la República Federal de Iugoslàvia havien acordat establir una Comissió Fronterera. Va assenyalar que la presència de la UNMOP va ajudar enormement a mantenir les condicions propícies per a la solució de la disputa.
La resolució va donar la benvinguda a que Croàcia i la República Federal de Iugoslàvia (Sèrbia i Montenegro) avancessin en la normalització de les relacions. Va instar a ambdues parts a que cessessin les violacions del règim de desmilitarització, cooperessin amb observadors de les Nacions Unides i asseguressin llibertat de moviment completa als observadors. Es va demanar al secretari general Kofi Annan que informés al Consell abans del 15 d'octubre de 2002. Es va instar a ambdues parts a intensificar els esforços per assolir un acord negociat de la disputa de Prevlaka; es revisaria la durada del mandat de la UNMOP si les parts informaven al Consell que s'havia arribat a un acord.